# Fodhla Cronin O’Reilly
Fodhla Cronin O’Reilly (* 1985/1986 in Irland) ist eine irische Filmproduzentin.

## Leben
Cronin O’Reilly wuchs in Cromane, Kerry auf. Sie studierte ab 2005 Film an der University of West London und arbeitete anschließend als Produzentin bei der Firma The Allotment in London. Es entstanden verschiedene Werbekampagnen, unter anderem für Toshiba, sowie Kurzfilme und Musikvideos. Mit Dead Cat produzierte sie ihren ersten Langfilm. Sie kam 2010 an die National Film and Television School bei London und begann ihr Masterstudium im Bereich Filmproduktion, das sie 2012 abschloss. 
Für Timothy Reckarts Kurzanimationsfilm Head Over Heels, den sie 2012 produzierte, erhielt Cronin O’Reilly 2013 mit Reckart eine Oscarnominierung in der Kategorie Bester animierter Kurzfilm. 

## Filmografie
- 2008: Apple
- 2010: Watching
- 2012: Head Over Heels
- 2012: Nine Lives
- 2012: Dead Cat
- 2016: Lady Macbeth
- 2020: Ammonite
- 2022: God’s Creatures